# Liste des présidents de la République libanaise
Pour un article plus général, voir Président de la République libanaise.

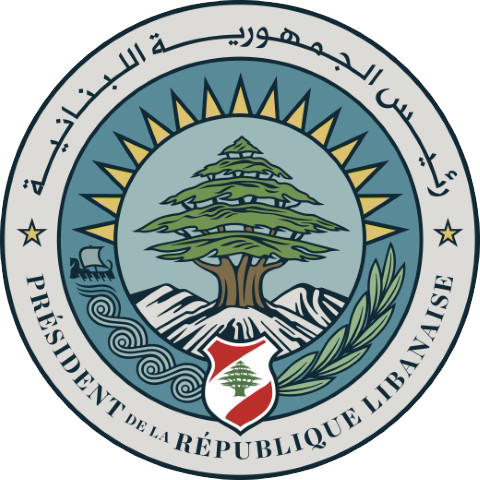
Sceau de la présidence de la République libanaise.

La liste des présidents de la République libanaise présente les personnes ayant exercé la fonction de président de la République au Liban depuis 1926.

## République libanaise (avant l'indépendance)
- Charles Debbas : 26 mai 1926 - 2 janvier 1934 (orthodoxe grec)
- Privat-Antoine Aubouard : 2 janvier 1934 - 30 janvier 1934 (Français, catholique romain)
- Habib Pacha es-Saad : 30 janvier 1934 - 20 janvier 1936 (maronite)
- Émile Eddé : 20 janvier 1936 - 4 avril 1941 puis 11 - 22 novembre 1943 (Français, maronite)
- Paul-Hippolyte Arlabosse : 4 avril 1941 - 9 avril 1941 (Français, catholique romain)
- Alfred Naccache : 9 avril 1941 - 18 mars 1943 (maronite)
- Ayoub Tabet : 18 mars 1943 - 22 juillet 1943 (protestant)
- Petro Trad : 22 juillet 1943 - 21 septembre 1943 (orthodoxe grec)
- Bechara El Khoury : 21 septembre 1943 - 11 novembre 1943 (maronite)

## République libanaise (après l'indépendance du 22 novembre 1943)
| N° | Portrait | Titulaire (Naissance-mort) | Élection | Mandat | Mandat | Mandat | Parti politique | Parti politique | Réf.   |
| N° | Portrait | Titulaire (Naissance-mort) | Élection | Début | Fin | Durée | Parti politique | Parti politique | Réf.   |
| --- | --- | --- | --- | --- | --- | --- | --- | --- | ------ |
| 1 | Béchara el-Khoury | Béchara el-Khoury (1890-1964) | 1943 1948 | 22 novembre 1943 | 18 septembre 1952 (démission) | 8 ans, 9 mois et 27 jours | | Bloc constitutionnel |        |
| — | Fouad Chéhab | Fouad Chéhab (1902-1973) | intérim | 18 septembre 1952 | 22 septembre 1952 | 4 jours | | Militaire | [ 1 ]  |
| 2 | Camille Chamoun | Camille Chamoun (1900-1987) | 1952 | 23 septembre 1952 | 22 septembre 1958 | 5 ans, 11 mois et 30 jours | | Bloc constitutionnel | [ 2 ]  |
| 3 | Fouad Chéhab | Fouad Chéhab (1902-1973) | 1958 | 23 septembre 1958 | 22 septembre 1964 | 5 ans, 11 mois et 30 jours | | Indépendant | [ 3 ]  |
| 4 | Charles Hélou | Charles Hélou (1913-2001) | 1964 | 23 septembre 1964 | 22 septembre 1970 | 5 ans, 11 mois et 30 jours | | Indépendant | [ 4 ]  |
| 5 | Soleimane Frangié | Soleimane Frangié (1910-1992) | 1970 | 23 septembre 1970 | 22 septembre 1976 | 5 ans, 11 mois et 30 jours | | Mouvement Marada | [ 5 ]  |
| 6 | Elias Sarkis | Elias Sarkis (1924-1985) | 1976 | 23 septembre 1976 | 22 septembre 1982 | 5 ans, 11 mois et 30 jours | | Indépendant | [ 6 ]  |
| 7 | Bachir Gemayel | Bachir Gemayel (1947-1982) | 08/1982 | Assassiné le 14 septembre 1982, avant sa prise de fonction. | Assassiné le 14 septembre 1982, avant sa prise de fonction. | Assassiné le 14 septembre 1982, avant sa prise de fonction. | | Parti Kataëb | [ 7 ]  |
| 8 | Amine Gemayel | Amine Gemayel (né le 1942) | 09/1982 | 23 septembre 1982 | 22 septembre 1988 | 5 ans, 11 mois et 30 jours | | Parti Kataëb | [ 8 ]  |
| Fonction vacante du 22 septembre 1988 au 5 novembre 1989. Le gouvernement contesté de Michel Aoun conteste le pouvoir jusqu'au 13 octobre 1990. En concurrence avec celui de Salim el-Hoss puis avec les présidents de la République René Moawad et Elias Hraoui. | Fonction vacante du 22 septembre 1988 au 5 novembre 1989. Le gouvernement contesté de Michel Aoun conteste le pouvoir jusqu'au 13 octobre 1990. En concurrence avec celui de Salim el-Hoss puis avec les présidents de la République René Moawad et Elias Hraoui. | Fonction vacante du 22 septembre 1988 au 5 novembre 1989. Le gouvernement contesté de Michel Aoun conteste le pouvoir jusqu'au 13 octobre 1990. En concurrence avec celui de Salim el-Hoss puis avec les présidents de la République René Moawad et Elias Hraoui. | Fonction vacante du 22 septembre 1988 au 5 novembre 1989. Le gouvernement contesté de Michel Aoun conteste le pouvoir jusqu'au 13 octobre 1990. En concurrence avec celui de Salim el-Hoss puis avec les présidents de la République René Moawad et Elias Hraoui. | Fonction vacante du 22 septembre 1988 au 5 novembre 1989. Le gouvernement contesté de Michel Aoun conteste le pouvoir jusqu'au 13 octobre 1990. En concurrence avec celui de Salim el-Hoss puis avec les présidents de la République René Moawad et Elias Hraoui. | Fonction vacante du 22 septembre 1988 au 5 novembre 1989. Le gouvernement contesté de Michel Aoun conteste le pouvoir jusqu'au 13 octobre 1990. En concurrence avec celui de Salim el-Hoss puis avec les présidents de la République René Moawad et Elias Hraoui. | Fonction vacante du 22 septembre 1988 au 5 novembre 1989. Le gouvernement contesté de Michel Aoun conteste le pouvoir jusqu'au 13 octobre 1990. En concurrence avec celui de Salim el-Hoss puis avec les présidents de la République René Moawad et Elias Hraoui. | Fonction vacante du 22 septembre 1988 au 5 novembre 1989. Le gouvernement contesté de Michel Aoun conteste le pouvoir jusqu'au 13 octobre 1990. En concurrence avec celui de Salim el-Hoss puis avec les présidents de la République René Moawad et Elias Hraoui. | Fonction vacante du 22 septembre 1988 au 5 novembre 1989. Le gouvernement contesté de Michel Aoun conteste le pouvoir jusqu'au 13 octobre 1990. En concurrence avec celui de Salim el-Hoss puis avec les présidents de la République René Moawad et Elias Hraoui. | [ 1 ]  |
| 9 | René Moawad | René Moawad (1925-1989) | 5/11/1989 | 5 novembre 1989 | 22 novembre 1989 (Assassiné) | 17 jours | | Indépendant | [ 9 ]  |
| Fonction vacante du 22 au 24 novembre 1989. | Fonction vacante du 22 au 24 novembre 1989. | Fonction vacante du 22 au 24 novembre 1989. | Fonction vacante du 22 au 24 novembre 1989. | Fonction vacante du 22 au 24 novembre 1989. | Fonction vacante du 22 au 24 novembre 1989. | Fonction vacante du 22 au 24 novembre 1989. | Fonction vacante du 22 au 24 novembre 1989. | Fonction vacante du 22 au 24 novembre 1989. | [ 1 ]  |
| 10 | Elias Hraoui | Elias Hraoui (1926-2006) | 21/11/1989 | 24 novembre 1989 | 23 novembre 1998 | 8 ans, 11 mois et 30 jours | | Indépendant | [ 10 ] |
| 11 | Émile Lahoud | Émile Lahoud (né en 1936) | 1998 | 24 novembre 1998 | 23 novembre 2007 | 8 ans, 11 mois et 30 jours | | Indépendant | [ 11 ] |
| Fonction vacante du 23 novembre 2007 au 25 mai 2008. Le premier gouvernement de Fouad Siniora assure l'intérim. | Fonction vacante du 23 novembre 2007 au 25 mai 2008. Le premier gouvernement de Fouad Siniora assure l'intérim. | Fonction vacante du 23 novembre 2007 au 25 mai 2008. Le premier gouvernement de Fouad Siniora assure l'intérim. | Fonction vacante du 23 novembre 2007 au 25 mai 2008. Le premier gouvernement de Fouad Siniora assure l'intérim. | Fonction vacante du 23 novembre 2007 au 25 mai 2008. Le premier gouvernement de Fouad Siniora assure l'intérim. | Fonction vacante du 23 novembre 2007 au 25 mai 2008. Le premier gouvernement de Fouad Siniora assure l'intérim. | Fonction vacante du 23 novembre 2007 au 25 mai 2008. Le premier gouvernement de Fouad Siniora assure l'intérim. | Fonction vacante du 23 novembre 2007 au 25 mai 2008. Le premier gouvernement de Fouad Siniora assure l'intérim. | Fonction vacante du 23 novembre 2007 au 25 mai 2008. Le premier gouvernement de Fouad Siniora assure l'intérim. | [ 1 ]  |
| 12 | Michel Sleiman | Michel Sleiman (né en 1948) | 2008 | 25 mai 2008 | 24 mai 2014 | 5 ans, 11 mois et 29 jours | | Indépendant | [ 12 ] |
| Fonction vacante du 24 mai 2014 au 31 octobre 2016. Le gouvernement de Tammam Salam assure l'intérim. | | | | | | | | |        |
| 13 | Michel Aoun | Michel Aoun (né en 1933) | 2014-2016 | 31 octobre 2016 | 31 octobre 2022 | 6 ans | | Courant patriotique libre | ,      |
| Fonction vacante du 31 octobre 2022 au 9 janvier 2025. Le troisième gouvernement de Najib Mikati assure l'intérim. | | | | | | | | |        |
| 14 | Joseph Aoun | Joseph Aoun (né en 1964) | 2022-2025 | 9 janvier 2025 | en cours | 2 mois et 5 jours | | Indépendant | [ 15 ] |

## Longévité

### Classement par durée de mandat
| Rang | Nom               | En jours    | En années                  | N° | Dates     | Commentaire                     |
| ---- | ----------------- | ----------- | -------------------------- | -- | --------- | ------------------------------- |
| 1    | Émile Lahoud      | 3 287 jours | 9 ans                      | 10 | 1998-2007 | —                               |
| 2    | Elias Hraoui      | 3 286 jours | 8 ans, 11 mois et 30 jours | 9  | 1989-1998 | —                               |
| 3    | Béchara el-Khoury | 3 223 jours | 8 ans, 9 mois et 27 jours  | 1  | 1943-1952 | —                               |
| 4    | Michel Sleiman    | 2 191 jours | 6 ans                      | 11 | 2008-2014 | —                               |
| 4    | Fouad Chéhab      | 2 191 jours | 5 ans, 11 mois et 30 jours | 3  | 1958-1964 | —                               |
| 4    | Soleimane Frangié | 2 191 jours | 5 ans, 11 mois et 30 jours | 5  | 1970-1976 | —                               |
| 4    | Amine Gemayel     | 2 191 jours | 5 ans, 11 mois et 30 jours | 7  | 1982-1988 | —                               |
| 8    | Camille Chamoun   | 2 190 jours | 5 ans, 11 mois et 30 jours | 2  | 1952-1958 | —                               |
| 8    | Charles Hélou     | 2 190 jours | 5 ans, 11 mois et 30 jours | 4  | 1964-1970 | —                               |
| 8    | Elias Sarkis      | 2 190 jours | 5 ans, 11 mois et 30 jours | 6  | 1976-1982 | —                               |
| 8    | Michel Aoun       | 2 190 jours | 5 ans, 11 mois et 29 jours | 12 | 2016-2022 | —                               |
| 12   | René Moawad       | 17 jours    | 17 jours                   | 8  | 1989      | Meurt en fonction (assassinat). |